# Олагыш
Олагыш (кирг. Олагыш) — село в Кадамжайском районе Баткенской области Кыргызстана. Входит в состав айылного аймака А. Масалиев.

## География
Село расположено в восточной части области, на правом берегу реки Исфайрамсай, на расстоянии приблизительно 30 километров (по прямой) к востоко-северо-востоку от города Кадамжай, административного центра района. Абсолютная высота — 1080 метров над уровнем моря.

## Население
Согласно оценочным данным Национального статистического комитета Кыргызской Республики, численность населения села на начало 2023 года составляла 1406 человек.
| год     | 2009 | 2014 | 2015 | 2020 | 2021 | 2023 |
| ------- | ---- | ---- | ---- | ---- | ---- | ---- |
| человек | 1157 | 1105 | 1106 | 1376 | 1403 | 1406 |